# Thomas Graham Brown
Thomas Graham Brown (Edimburgo, 27 marzo 1882 – Edimburgo, 28 ottobre 1965) è stato un alpinista e fisiologo inglese.
Di origine scozzese, è famoso come alpinista per aver realizzato tra gli anni venti e trenta il cosiddetto trittico della Brenva sull'impegnativo versante est del Monte Bianco, ossia la prima ascensione delle vie della Sentinella Rossa e Major (senza guide, con Francis Sydney Smythe) e della via della Poire (con le guide svizzere Alexander Graven e Alfred Aufdenblatten).

## Biografia
Dopo aver studiato medicina all'università di Edimburgo, fu professore di fisiologia alla Università del Galles di Cardiff, tra il 1920 e il 1947.
Come alpinista fu particolarmente attivo nel massiccio del Monte Bianco, di cui aveva una ampia esperienza. Dalla prima salita dello Sperone della Brenva nel 1865, per oltre sessant'anni non erano state più aperte vie sul versante orientale del Monte Bianco. La prima via, che Graham Brown aprì con Smythe senza guide nel 1927, fu chiamata Sentinella Rossa per il colore delle rocce sotto cui bivaccarono. Con la via Major, l'anno successivo, l'idea fu di aprire una via che uscisse sul colle tra il Monte Bianco e il Monte Bianco di Courmayeur e per Graham Brown fu l'itinerario più bello. Infine, cinque anni dopo, aprì quella che risultò la più difficile delle tre, la via della Poire, dalla forma dell'impegnativo sperone roccioso che la via percorre.
Fu anche redattore dell'Alpine Journal, il periodico annuale dell'Alpine Club, tra il 1949 e il 1953.

## Prime salite

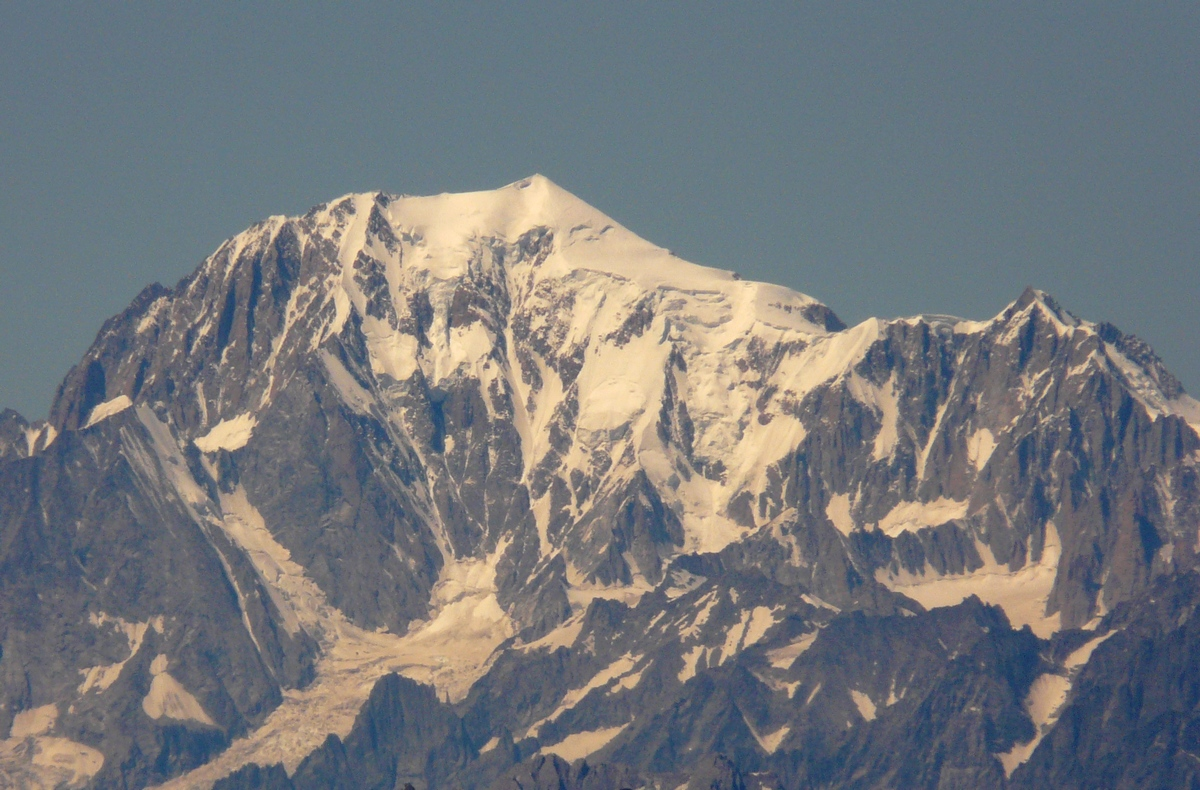
Il versante est, della Brenva, del Monte Bianco, su cui salgono le tre vie aperte da Graham Brown.

Nel seguente elenco le principali prime salite di Thomas Graham Brown nel massiccio del Monte Bianco:
- Via della Sentinella Rossa - 1-2 settembre 1927 - Prima salita con Francis Sidney Smythe, 1300 m V/D.[4][5]
- Via Major - 6-7 agosto 1928 - Prima salita con Francis Sidney Smythe, 1300 m V/2 4b.[6][7]
- Punta Moore (3.557 m, versante della Brenva) - 31 luglio 1929 - Prima ascensione con T.Y. Kagami con le guide Alexander Graven e Gottfried Perren[8]
- Col Moore - 24 luglio 1933 - Prima traversata con Michael Vyvyan e le guide Alexander Graven e Alfred Aufdenblatten[8]
- Via della Poire - 5 agosto 1933 - Prima salita con le guide Alexander Graven e Alfred Aufdenblatten, 1300 m V/1 4c.[9][10]
- Diretta dal Grand Plateau al Monte Bianco (versante nord) - 10 agosto 1933 - Prima salita con le guide Alexander Graven e Alfred Aufdenblatten[11]

Altre salite extraeuropee:
- Monte Foraker (5.304 m, Alaska) - 1934 - Prima ascensione con Charles Houston e Chychele Waterston.[12]
- Nanda Devi (7.816 m, Himalaya) - 1935 - Fece parte della spedizione che compì la prima ascensione.[13]